# Rolls Royce (песня)
«Rolls Royce» — песня российских хип-хоп-исполнителей Тимати, Джигана и Егора Крида. Она была выпущена 23 октября 2020 года в качестве сингла на лейблах Sony Music Entertainment и Timati и написана Эльдаром Байрамовым, Егором Булаткиным и Сергеем Демьянко.

## История
За три дня до релиза был выложен сниппет песни. Также в конце клипа на песню «Звездопад» была показана обложка песни.

## Видеоклип
Вместе с выходом песни был выпущен тизер.
Официальный релиз видеоклипа на трек состоялся 30 октября 2020 года. В клипе Тимати, Джиган и Егор Крид нападают на суши-бар, принадлежащий их конкуренту, и служащий нарколабораторией и хранилищем денег. В конце клипа, Джиган, позднее оказавшийся Сергеем Безруковым, предаёт своих сообщников. В день выпуска клип набрал 2,5 миллионов просмотров и достиг второго места во вкладке «Тренды» российского сегмента YouTube. Режиссёром музыкального видео стал Павел Худяков.

## Чарты
| Чарт (2020)            | Высшая позиция |
| ---------------------- | -------------- |
| Россия (Apple Music)   | 1              |
| Россия (Яндекс.Музыка) | 1              |
| Россия (Spotify)       | 8              |
| Мир (Shazam)           | 16             |
| Мир (ВКонтакте)        | 3              |
| Россия (YouTube Music) | 2              |
| Мир (СберЗвук)         | 2              |
| Мир (Муз-ТВ)           | 9              |